# Antonie Talacková
Antonie Talacková (* 27. července 1978 Praha), provdaná Barešová Talacková, je česká herečka, členka souboru Divadla na Vinohradech. Jejím manželem je herec Igor Bareš.

## Biografie
Pochází z rodiny námořníka, takže jako jedináček strávila dětství buď sama doma s matkou, nebo s rodiči na lodích na moři. Absolvovala gymnázium, bavil ji tanec, nakonec se ale rozhodla pro herectví. V roce 2001 vystudovala činoherní herectví na Divadelní fakultě Janáčkovy akademie múzických umění v Brně. Ještě během studia hostovala v Národním divadle Brno, kde po absolutoriu získala i své první angažmá a kde se také seznámila s Igorem Barešem. V roce 2006 začala hrát v Praze; stala se členkou souboru Národního divadla a opětovně Barešovou kolegyní. Vzali se v roce 2008. Společně se svým manželem získala v roce 2015 angažmá v Divadle na Vinohradech.
Ve filmu hraje ojediněle (např. Sametoví vrazi), v televizi se objevuje především v epizodních seriálových rolích. V roce 2009 působila v první řadě seriálu Vyprávěj. Věnuje se také dabingu, k jejím spjatým herečkám patří Lena Headeyová (např. Hra o trůny), Sonequa Martinová-Greenová (např. Živí mrtví) či Zoe Saldana (např. filmy Marvel Cinematic Universe).

## Divadelní role (výběr)

### Divadlo na Vinohradech

#### Velká scéna

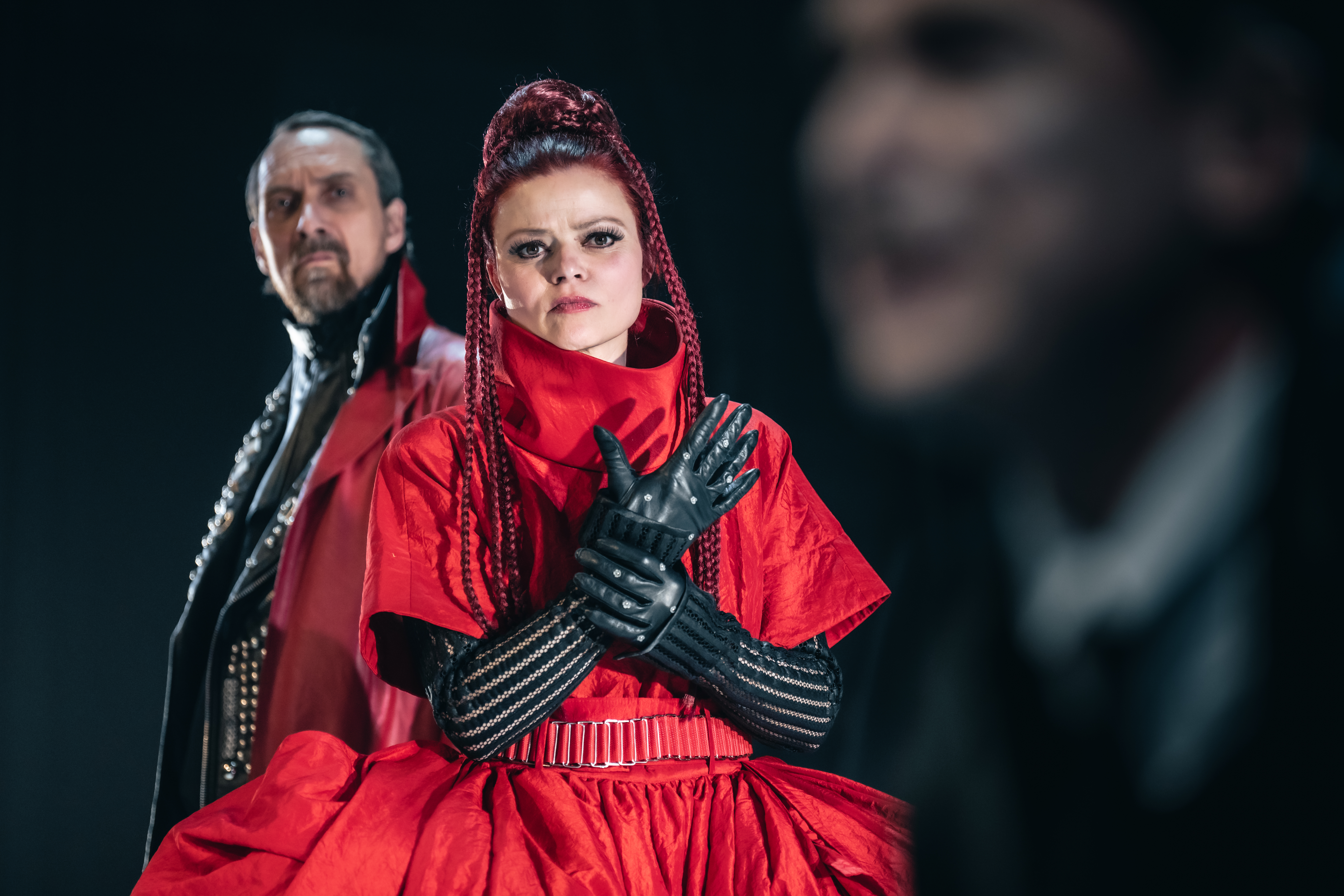
Antonie Talacková v roli Královny Isabely v inscenaci Vzpoura lásky (Fuente Ovejuna), Divadlo na Vinohradech, foto Petr Chodura (2023)

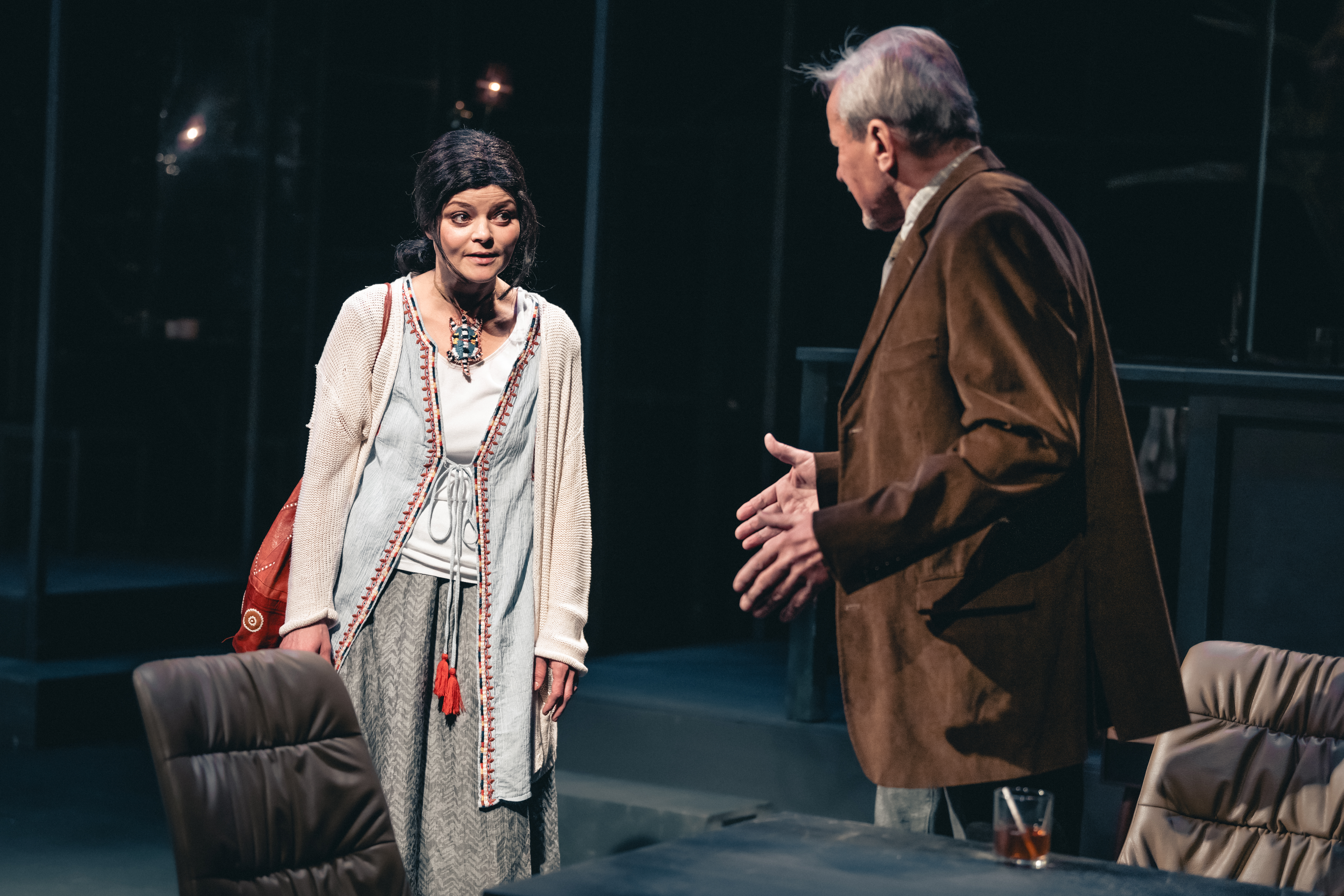
Antonie Talacková v roli Johnny Monevaty v inscenaci Srpen v zemi indiánů, Divadlo na Vinohradech, foto Petr Chodura (2024)

- 2015 William Shakespeare: Romeo a Julie, režie: Juraj Deák, premiéra: 12. prosince 2015, role: Paní Capuletová
- 2016 Maxim Gorkij: Sluníčkáři (Děti slunce), režie: Juraj Deák, premiéra: 16. prosince 2016, role: Melánie, sestra Borise Čepurnoje
- 2017 Henrik Ibsen: Peer Gynt, režie: Martin Čičvák, premiéra: 17. března 2017, role: Zelená
- 2018 Jan Vedral podle Vladimíra Neffa: Sňatky z rozumu, režie: Radovan Lipus, světová premiéra: 23. března 2018, role: Valentina
- 2019 Ingmar Bergman – Jan Vedral: Fanny a Alexandr, režie: Pavel Khek, česká premiéra: 8. března 2019, role: Lýdie Ekdahlová
- 2019 William Shakespeare: Jak se vám líbí, režie: Juraj Deák, premiéra: 13. prosince 2019, role: Audrey
- 2021 Guy de Maupassant – Vladimír Čepek: Miláček, režie: Šimon Dominik, premiéra: 3. prosince 2021, role: Madeleine
- 2022 George Bernard Shaw: Člověk nikdy neví, režie: Šimon Dominik, premiéra: 18. listopadu 2022, role: Lanfrey Clandonová
- 2023 Lope de Vega: Vzpoura lásky (Fuente Ovejuna), režie: Pavel Khek, premiéra: 31. března 2023, role: Královna Isabela
- 2024 Tracy Letts: Srpen v zemi indiánů, režie: Petr Svojtka, premiéra: 22. března 2024, role: Johnna Monevata
- 2025 Alena Mornštajnová – Jiří Janků: Hana, režie: Petr Svojtka, premiéra: 4. dubna 2025, role: Ivana Zítková-Horáčková

#### Studiová  scéna

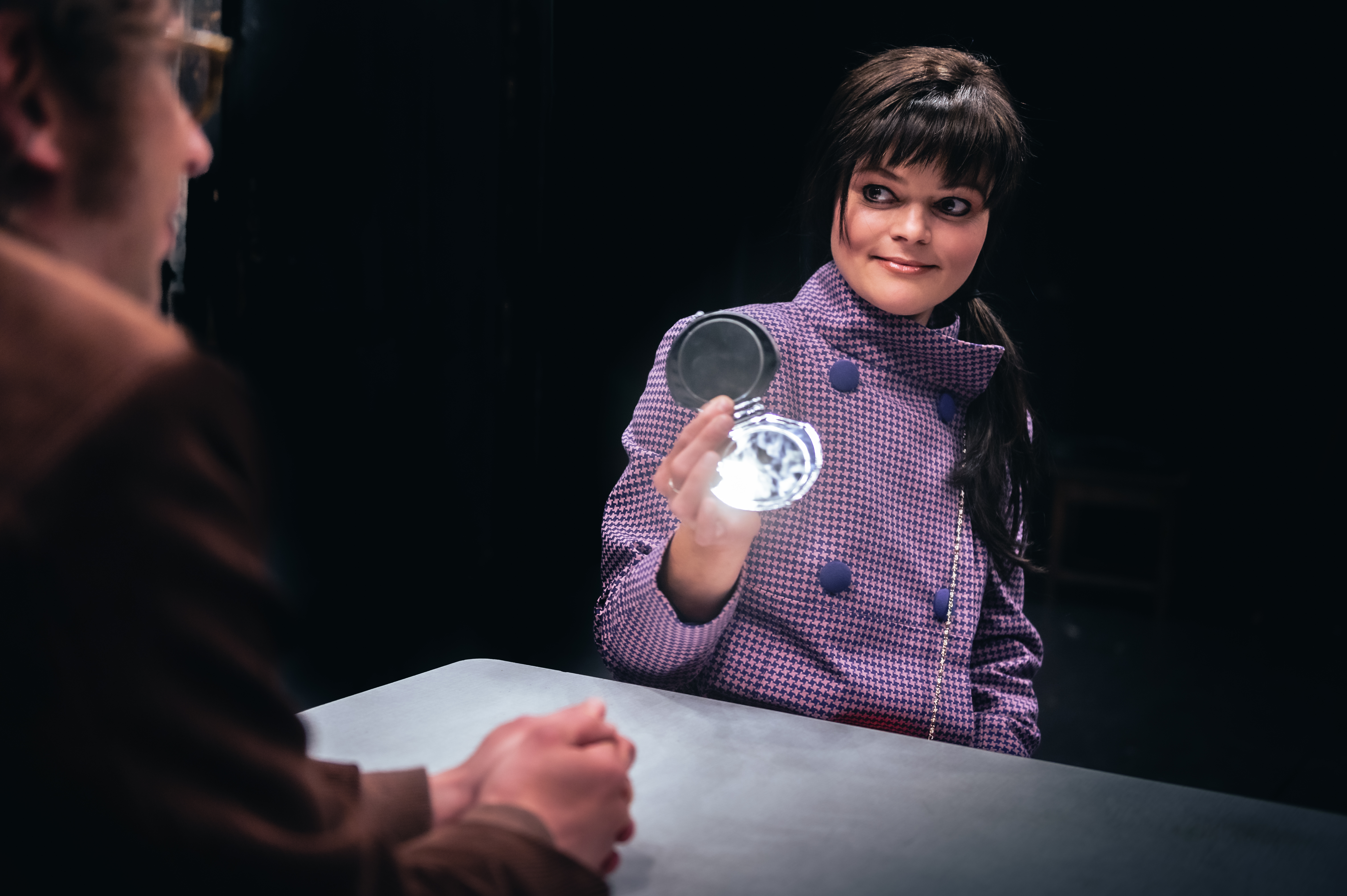
Antonie Talacková v roli Nele v inscenaci Láska! Prsty! Salman Rushdie!, Divadlo na Vinohradech, foto Petr Chodura (2022)

- 2015 Lenka Lagronová: Nikdy, režie: Kateřina Dušková, premiéra: 22. října 2015, role: Bohumila
- 2017 Jan Procházka – Lenka Procházková: Ucho, režie: Šimon Dominik, premiéra: 9. června 2017, role: Anna
- 2018 Magdalena Frydrych Gregorová: Ulity, režie: Alžběta Burianová, premiéra: 16. května 2018, role: Hedvika
- 2018 Viliam Klimáček: Hrobníkova dcera (Zjevení), režie: Šimon Dominik, česká premiéra: 6. prosince 2018, role: Matka, uklízečka
- 2020 Antonín Přidal: Pěnkava s Loutnou, režie: Kateřina Dušková, premiéra: 9. září 2020, role: Loutna
- 2022 Daniel Majling: Láska! Prsty! Salman Rushdie!, režie: Barbora Mašková, premiéra: 4. června 2022, role: Nele